# (16450) Messerschmidt
(16450) Messerschmidt est un astéroïde de la ceinture principale.

## Description
(16450) Messerschmidt est un astéroïde de la ceinture principale. Il fut découvert le 26 septembre 1989 à La Silla par Eric Walter Elst. Il présente une orbite caractérisée par un demi-grand axe de 3,22 UA, une excentricité de 0,09 et une inclinaison de 5,9° par rapport à l'écliptique.

## Compléments